# Episparis tortuosalis
Episparis tortuosalis là một loài bướm đêm trong họ Erebidae.